# Berghamn, Runmarö
Berghamn är två numera obebodda öar, Södra och Norra Berghamn, i mellersta Stockholms skärgård mellan Stavsnäs och Runmarö i Djurö socken i Värmdö kommun. 
Berghamn ligger strax öster om den tidigare örlogshamnen Djurhamn, som var en uthamn för den svenska örlogsflottan från 1500-talet. Sundet mellan Södra och Norra Berghamn användes då tack vare sina isförhållanden som vinterhamn, och det finns fortfarande kvar förtöjningsringar på båda sidorna i sundet.
På Södra Berghamn låg en lotsstation. När lotsväsendet organiserades under 1600-talet, fick detta område av mellanskärgården den största lotsstationen i Stockholmstrakten. Man tror att Berghamns lotsstation anlades år 1741. Av Stockholms 68 lotsar år 1751 var 49 boende på Runmarö och några på Södra Berghamn. Berghamn låg under Stockholms lotsplats och lotsålderman.
Enligt 1844 års lotsreglemente skulle lotsarna "uppassa vid hamnar eller på Runbolandet och emottaga i sundet emellan dessa ställen samt lotsa till Dalarö, Sandhamn, Waxholm". I Berghamn skulle finnas två mästerlotsar, en secundlots och två lärlingar.
Lotsarna på Södra Berghem flyttade senare till Runmarö, troligen på 1850-talet och senast 1861. I slutet av 1800-talet flyttade även lotsutkiken i Berghamn till Styrsvik. 
På Södra Berghamn finns en husgrund kvar efter lotsbostaden. Där finns även en labyrint med tolv vallar. Den mäter 13 meter i diameter och är registrerad som en fornlämning. I Sverige finns omkring 300 äldre stenlabyrinter, även kallade trojaborgar. De flesta ligger på öar och har sannolikt haft anknytning till säsongsfisket. De anlades i magiskt syfte och skyddade den som gick igenom labyrinten från havets faror.